# Antoninów (Warszawa)
Antoninów – część miasta Warszawy w dzielnicy Targówek. Nazwa obecnie rzadko używana.

## Opis
W przeszłości istniał tu fort XII Twierdzy Warszawa („Antoninów”), zniszczony w 1909. Jeszcze w okresie międzywojennym między Utratą a Kawęczynem, za Kanałem Bródnowskim, już poza ówczesnymi granicami Warszawy, istniał folwark Antoninów. Współcześnie nazwę tę nosi posterunek odgałęźny na linii kolejowej nr 2 (dawnej kolei warszawsko-terespolskiej) w rejonie pętli autobusowej Zajezdnia Utrata. 
Współcześnie tereny Antoninowa najczęściej określa się rozciągniętą na nie nazwą osiedla sąsiadującego od zachodu – Utrata, taką też nazwę nosi rozciągający się tu obszar Miejskiego Systemu Informacji.